# IC 1589
IC 1589 је двојна звијезда у сазвјежђу Вајар која се налази на листи објеката дубоког неба у Индекс каталогу.
Деклинација објекта је - 34° 25' 19" а ректасцензија 0h 51m 59,3s. IC 1589 је још познат и под ознакама ESO 351-**13.